# Powiat Ennepe-Ruhr
Powiat Ennepe-Ruhr (niem. Ennepe-Ruhr-Kreis) – powiat w niemieckim kraju związkowym Nadrenia Północna-Westfalia, w rejencji Arnsberg. Stolicą powiatu jest miasto Schwelm.

## Podział administracyjny
Powiat Ennepe-Ruhr składa się z:
- dziewięciu gmin miejskich

Gminy miejskie:
| Lp. | Nazwa gminy miejskiej | Ludność (31.12.2012) | Powierzchnia km² |
| --- | --------------------- | -------------------- | ---------------- |
| 1   | Breckerfeld           | 8.942                | 58,78            |
| 2   | Ennepetal             | 29.931               | 57,43            |
| 3   | Gevelsberg            | 31.080               | 26,29            |
| 4   | Hattingen             | 54.286               | 71,40            |
| 5   | Herdecke              | 22.754               | 22,40            |
| 6   | Schwelm               | 28.139               | 20,50            |
| 7   | Sprockhövel           | 25.230               | 47,80            |
| 8   | Wetter (Ruhr)         | 27.725               | 31,47            |
| 9   | Witten                | 96.136               | 72,37            |